# Rhona Adair
Pour les articles homonymes, voir Adair.
Rhona K. Adair, née en 1878 et morte en 1961, est une golfeuse amateure irlandaise. Elle a remporté le British Ladies Amateur deux fois et les Irish Ladies Close Championships quatre fois au début du vingtième siècle.

## Vie
Rhona Adair est née à Cookstown, dans le comté de Tyrone, en Irlande (alors partie du Royaume-Uni). Elle était la fille des keen golfeurs Hugh Adair et (Mary) Augusta Lee Adair (née Graves). Son père fabriquait du lin mais lui et sa mère étaient capitaines d'équipes de golf.
Avec May Hezlet, Adair est la plus célèbre golfeuse irlandaise du tournant du vingtième siècle. Elle avait 17 ans quand elle a joué dans son premier British Ladies Amateur en 1895. En 1899, elle a failli battre le « Old Tom Morris », 77 ans, qui avait conçu le St Andrews Links où ils étaient en train de jouer. On a cité Morris comme ayant dit « Je vais pas me faire battre par une fillette » (en VO “I'll no' be licked by a lassie”), mais il a seulement gagné sur le dernier green. Adair a remporté le British Ladies Amateur en 1900, et de nouveau en 1903. Elle a aussi remporté quatre victoires de suite des Irish Ladies Close Championships de 1900 à 1903.
Elle a joué plusieurs de matches de golf d'exhibition lors d'une tournée aux États-Unis en 1903. Elle se lia alors d'amitié avec Genevieve Hecker, le double vainqueur du championnat de golf amateur des États-Unis femmes. Hecker lui a demandé de contribuer à un chapitre sur le golf britannique pour son livre publié en 1904 intitulé Golf for Women (Le golf pour les femmes), le premier livre écrit pour les golfeuses. Adair a vaincu la meilleure golfeuse américaine, Margaret Curtis, lors d'un tournoi à Merion, Philadelphie et cela a mené l'Illustrated Sporting News à dire qu'elle était « la plus grande golfeuse du monde » (“the foremost lady golfer in the world”).
En 1907, Adair se maria avec Algernon Cuthell, un capitaine de l'armée du Yorkshire de l'Ouest et a renoncé à sa carrière dans le golf de compétition pour élever deux enfants à Aldershot. Cuthell a été tué en action dans les Dardanelles pendant la Première Guerre mondiale. Après sa mort, elle est retournée en Irlande, où elle a continué de soutenir le golf féminin et se proposa pour devenir présidente de l'Irish Ladies Golf Union ; elle était présidente en 1961, quand elle mourut à Portrush, dans le comté d'Antrim.